# The Slim Shady EP
The Slim Shady EP es el EP debut del cantante estadounidense Eminem. Se grabó en Detroit por en ese entonces su sello discográfico Web Entertainment. El EP fue lanzado en casete y CD. Eminem vendió aproximadamente 5000 ejemplares de este EP en forma independiente, según una entrevista que hizo en Zane Lowe. Este fue el proyecto que le llevaría a la popularidad y, con ello, al estrellato (al mostrar en sus temas su rebeldía y dureza típicas), después de su fracaso con Infinite.
A pesar de las numerosas agresiones y groserías que el artista dirige a diferentes personas, muestra un lado distinto con la canción "97' Bonnie & Clyde" sin dejar ir su crudeza, matando a su esposa, su amante y su hijo, quedándose únicamente con su hija Hailie, además de escribir al final del libreto sobre ella.

## Lanzamientos promocionales
Web Entertainment lanzó una versión promocional de The   EP en otoño de 1997. Era una casete de cuatro pistas. Estas fueron: "Just Don't Give A Fuck", "Murder, Murder", "Just the Two of Us", "Low Down, Dirty". Estas cintas se repartieron de forma gratuita por Eminem en el ámbito del hip hop local de Detroit, así como en los, entonces sin fama, Rap Olympics en 1997.

## Aparición enThe Source
Eminem apareció en la edición de marzo de 1998 de la reconocida revista de hip hop The Source, en la columna "Unsigned Hype" que identifica a los raperos con un futuro prometedor sin ningún contrato importante. El autor de la columna destacó dos temas de The   EP: "Just The Two Of Us" y "Murder, Murder". La columna fue escrita alrededor de un mes o dos antes del contrato discográfico de Eminem con Aftermath Entertainment, pero no se publicó hasta marzo de 1998. Fue presentado como un gran rapero, dándole impulso a su carrera. Más adelante en la carrera de Eminem, se rivalizó con Benzino, el copropietario de la revista.

## Lista de canciones
| N.º   | Título                             | Productores   | Duración |  |
| 1.    | «Intro»                            | Eminem        | 1:05     |  |
| 2.    | «Low Down, Dirty»                  | Mr. Porter    | 4:44     |  |
| 3.    | «If I Had...»                      | DJ Rec        | 4:07     |  |
| 4.    | «Just Don't Give A Fuck»           | Bass Brothers | 4:01     |  |
| 5.    | «Mommy (Skit)»                     | Eminem        | 0:36     |  |
| 6.    | «Just the Two of Us»               | DJ Head       | 4:20     |  |
| 7.    | «No One's Iller»                   | DJ Head       | 4:59     |  |
| 8.    | «Murder Murder»                    | DJ Rec        | 4:41     |  |
| 9.    | «If I Had... (Radio Edit)»         | DJ Rec        | 4:03     |  |
| 10.   | «Just Don't Give A F (Radio Edit)» | Mr. Porter    | 4:04     |  |
| 36:40 |                                    |               |          |  |

- Datos: Q1139092